# Kakigori

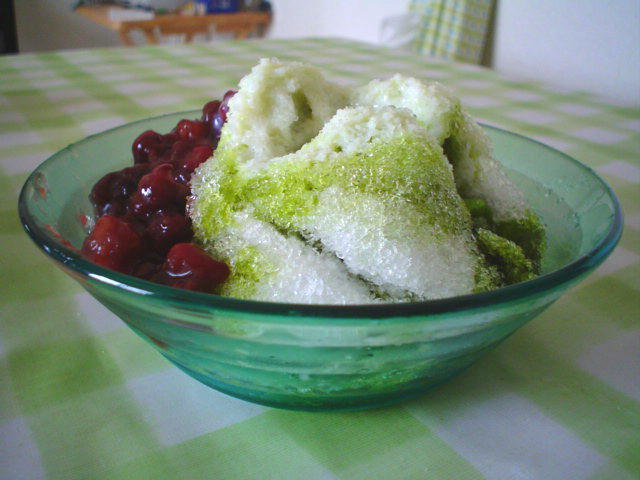
Kakigori med kondenserad mjölk, inlagda körsbär och sirap smaksatt med grönt te

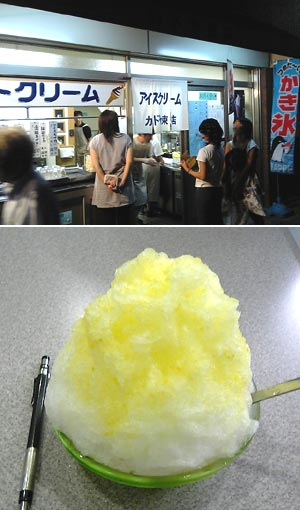
överst: Japanska ungdomar köar utanför ett glasstånd. nederst: Kakigori med mangosirap

Kakigōri (かき氷) är en japansk dessert gjord på avskrapad is smaksatt med sirap. Populära smaker inkluderar jordgubbar, citron, grönt te, grapefrukt och melon. Ofta hälls kondenserad mjölk ovanpå för att ge rätten en sötare smak.
Det traditionella sättet att tillreda kakigōri på är med hjälp av en handdriven maskin som driver ett isblock över ett rakblad. Idag är det vanligt att använda ett elektriskt redskap men gatuförsäljare med de handdrivna maskinerna är fortfarande ett vanligt inslag på sommaren.
Under de varma sommarmånaderna säljs kakigōri i vart och vartannat gatukök, kafé och snabbköp över hela Japan. Vissa kaféer serverar den med glass och en söt pasta gjord på adzukibönor. Kakigori är så populärt att det återfinns, redan smaksatt och färdigförpackad, i matbutikernas kyldiskar.